# Новаки-Озальські
45°37′ пн. ш. 15°26′ сх. д. / 45.61° пн. ш. 15.43° сх. д.
Новаки-Озальські (хорв. Novaki Ozaljski) — населений пункт у Хорватії, у Карловацькій жупанії у складі міста Озаль.

## Населення
Населення за даними перепису 2011 року становило 61 осіб.
Динаміка чисельності населення поселення: